# Danilo Lerda
Danilo Emanuel Lerda (Arias, 30 marzo 1987) è un calciatore argentino, portiere del Colón.

## Carriera
Cresciuto nel settore giovanile del Fénix, ha esordito in prima squadra il 23 gennaio 2010 disputando l'incontro di Primera División Profesional vinto 1-0 contro il River Plate (M).

## Palmarès

### Club

#### Competizioni nazionali
- Campionato uruguaiano: 1

Peñarol: 2012-2013